# 诺林·里普斯曼
诺林·里普斯曼（英语：Norrin M. Ripsman）加拿大政治学家，研究领域包括国家安全、国际关系新古典现实主义。他是美国理海大学国际关系教授。1997年获得宾夕法尼亚大学政治学博士学位。2011年曾任哈佛大学肯尼迪政府学院国际安全项目的研究员。他与两位美国学者Jeff W. Taliaferro和Steven E. Lobell合著了《新古典现实主义、国家与外交政策》(2009)和《新古典现实主义国际政治理论》(2016)，大大发展了国际关系学中的新古典现实主义理论。